# Acantholimon brachystachyum
Acantholimon brachystachyum är en triftväxtart som beskrevs av Pierre Edmond Boissier och Aleksandr Andrejevitj Bunge. Acantholimon brachystachyum ingår i släktet Acantholimon och familjen triftväxter. Inga underarter finns listade i Catalogue of Life.